# Abdallahi ibn Muhammad

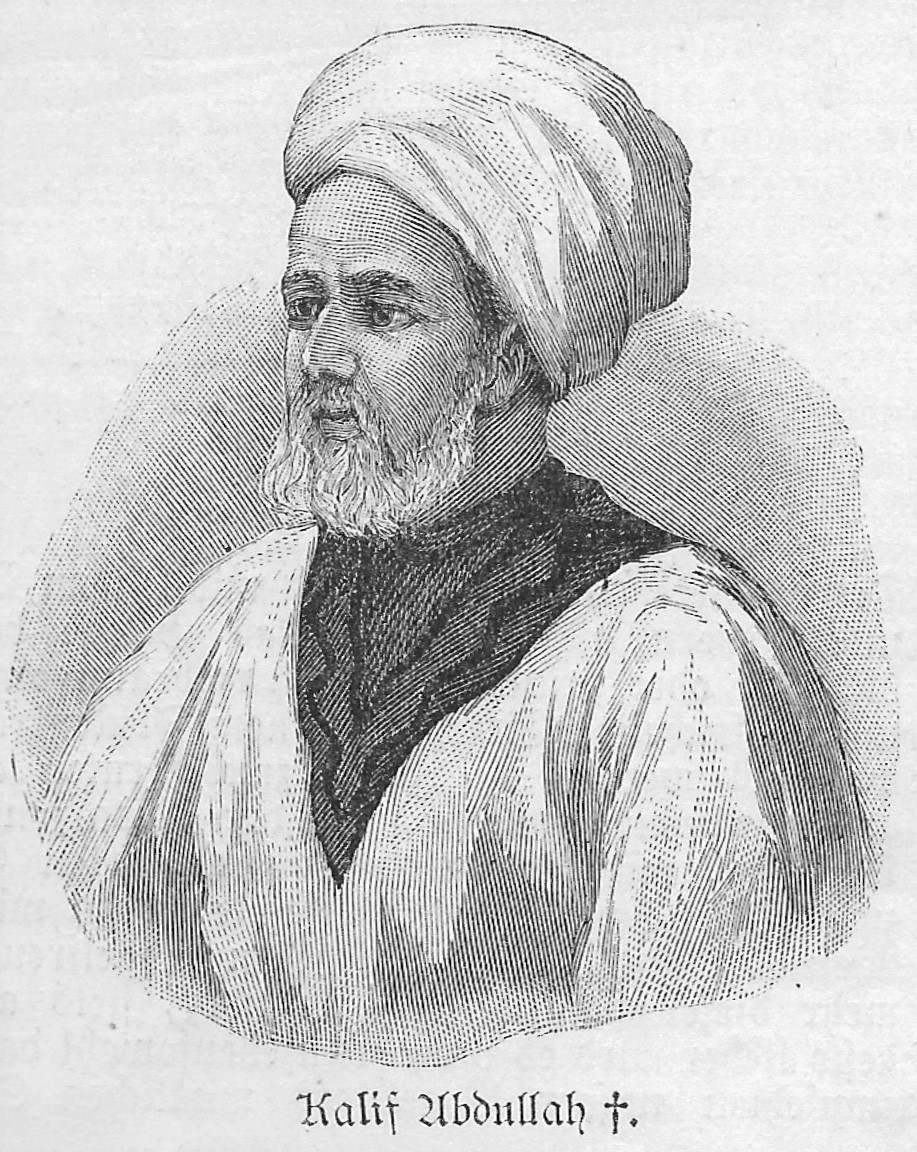
Abdallahi ibn Muhammad, 1846–1899

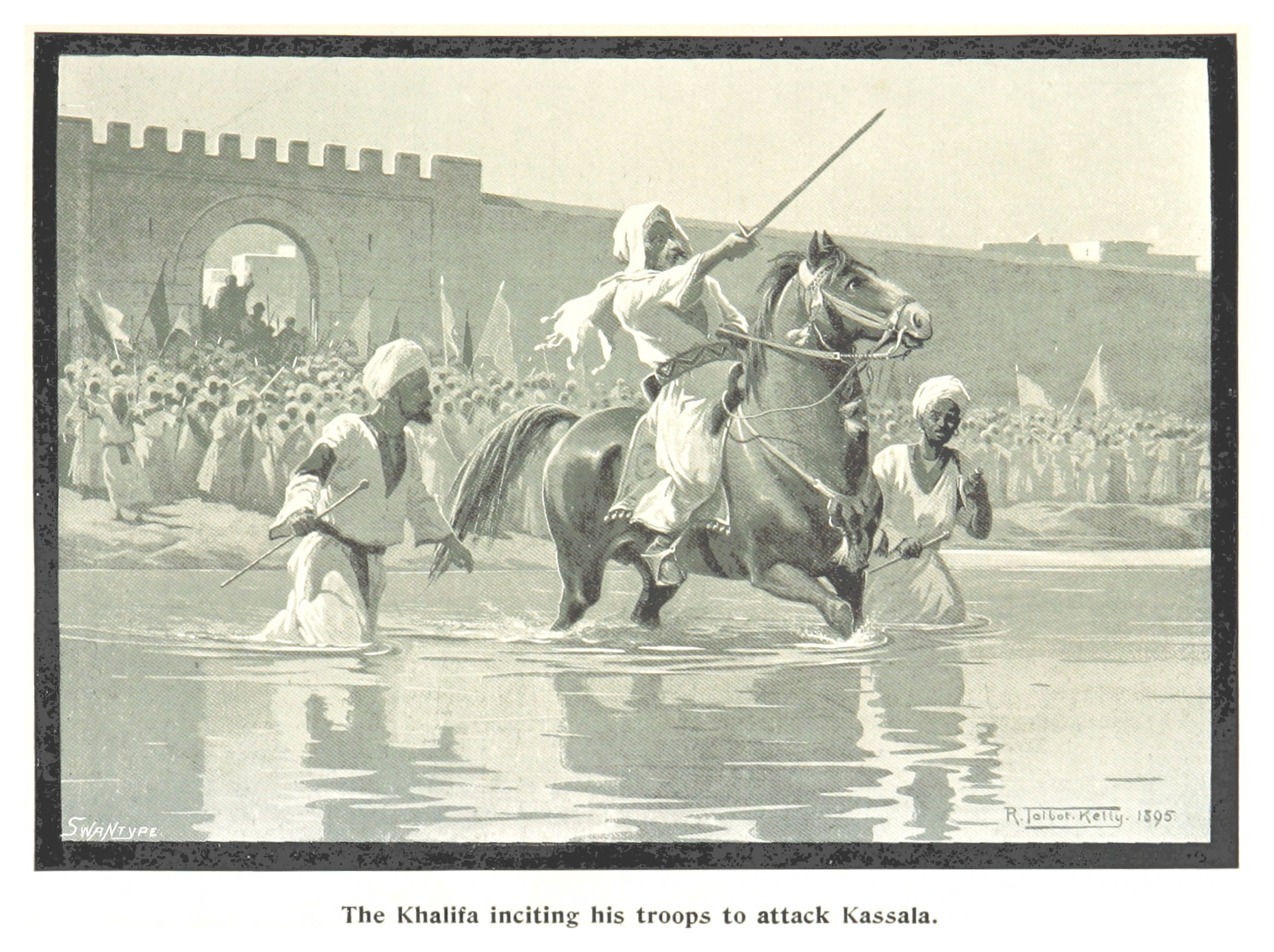
Darstellung des Kalifen beim Angriff auf Kassala aus Rudolf Slatins Fire and Sword in the Sudan

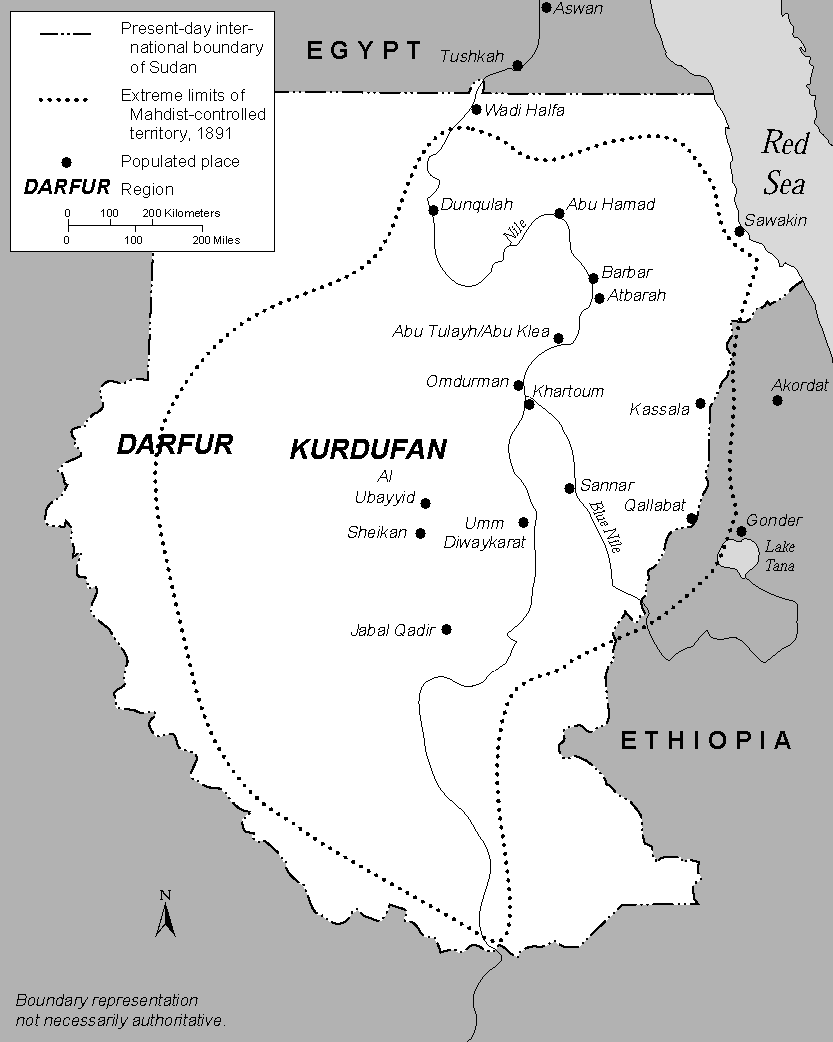
Das Reich Abdallahis 1891 in den Grenzen Sudans und Südsudans

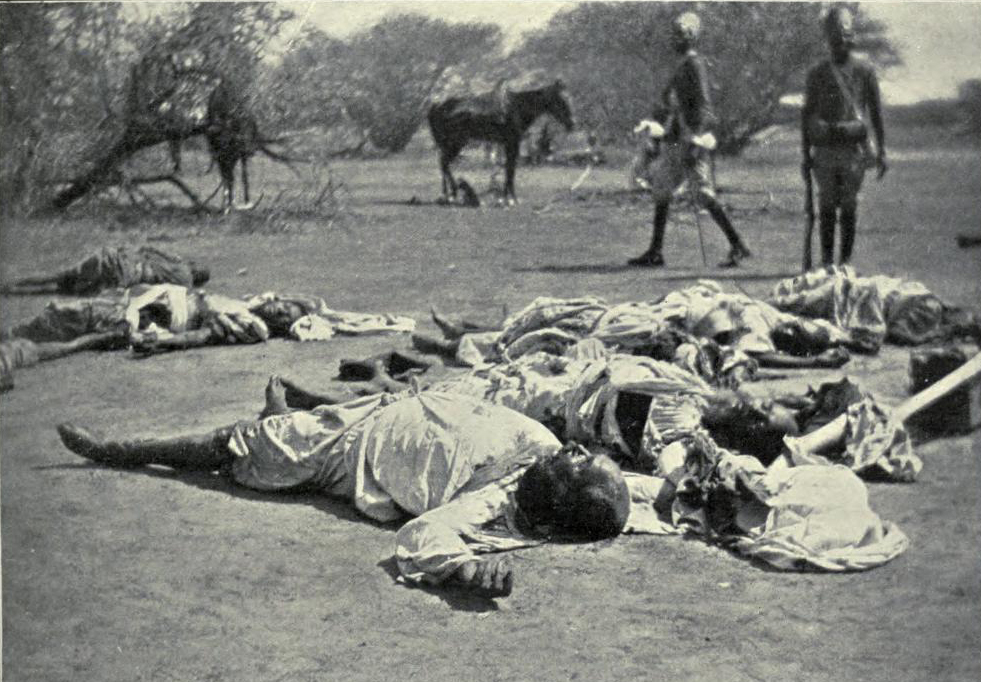
Die Leiche Abdallahi ibn Muhammads bei Umm Diwaykarat

Kalif Abdallahi ibn Sayyid Muhammad  (arabisch عبدالله بن سيد محمد خليفة ʿAbdullāhi bin Sayyid Muhammad Chalīfa, DMG ʿAbdullāhi b. Sayyid Muḥammad Ḫalīfa; * 1846 in Darfur; † 24. November 1899 bei Umm Diwaykarat) führte von 1885 bis 1899 das Kalifat von Omdurman und war der Nachfolger des Mahdi Muhammad Ahmad im Sudan.

## Leben

### Ausbreitung des Mahdismus
Abdullahi ibn Sayyid Muhammad war der Sohn eines Wahrsagers aus einem Stamm viehzuchttreibender Araber, der Taascha-Baggara, aus Darfur. Im östlichen Sudan, der ab 1821 unter die Herrschaft der osmanischen Vizekönige (Khediven) von Ägypten gekommen war, kam es in den 1880er Jahren zum Mahdi-Aufstand. Bereits 1880 schloss sich Abdallahi der Bewegung an und wurde 1881 der engste Vertraute Muhammad Ahmads. Durch Abdallahi wurde Muhammad Ahmad, der bis dahin als Scheich predigte, beflügelt, sich zum erwarteten Mahdi zu erklären. 1883 besiegte Abdallahi in der Schlacht von Scheikan die ägyptische Armee unter William Hicks. Abdallahi kommandierte die Armee des Mahdi bei der Belagerung von Khartum.

### Kalifat von Omdurman
Nach dem Tod des Mahdi 1885 folgte eine Phase, in der die drei von ihm bestellten Nachfolger (Chulafā beziehungsweise Kalifen) um die Macht kämpften:
- Abdallahi ibn Muhammad, als engster Vertrauter des Mahdi, stützte sich auf seinen Stamm, die Taascha-Baggara.
- Mohammed al-Scharif, den Schwiegersohn des Mahdi, unterstützten dabei die Aschraf, die Verwandten des Mahdi.
- Ali Wad Helu war ein Vertreter der frommen Gefolgsleute des Mahdi, die sich seiner Bewegung um seiner Lehre willen angeschlossen hatten. Er verfügte nicht über eigene Streitkräfte.

Die Aschraf gewannen Mohammed Khalid, den Statthalter in Darfur, für sich. Dieser zog mit seiner Armee gegen Omdurman. Abdallahi schickte ihm eine eigene Streitmacht entgegen und konnte Mohammed Khalid gefangen nehmen. Abdallahi ließ Khartum aufgeben, wo die Aschraf ihre Hochburg hatten, und setzte Gefolgsleute als Gouverneure der Provinzen ein. 1889 wäre es fast zum Aufstand der Aschraf gekommen. Dieser konnte aber unter Vermittlung Ali Wad Helus, der stets den Ausgleich zwischen den Kalifen gesucht hatte, verhindert werden. Die Phase der Machtkämpfe endete im März 1892, als Abdallahi Mohammed al-Scharif festnehmen ließ und als alleiniger Kalif die Macht an sich riss.
Es gelang ihm, das gesamte Gebiet zwischen den Provinzen Darfur im Westen, Sawakin im Osten (ohne die Stadt Sawakin selbst), Dunqula im Norden und Bahr al-Ghazal im Süden zu unterwerfen. Gnadenlos ließ der Abdallahi potentielle Konkurrenten beseitigen und ganze Stämme ausrotten.
Das frühere Wohnhaus Abdallahis von 1887 grenzt an das Grabmal des Mahdis in Omdurman. Es wurde als Museum eingerichtet und ist heute eine der wenigen Sehenswürdigkeiten der Stadt.
Nach der Gefangennahme Mohammed Khalids strebte dessen Verbündeter, der Fur-Sultan Jussuf Ibrahim, nach Unabhängigkeit. Abdallahi entsandte Osman Adam, den Gouverneur von Kordofan; dieser schlug Jussuf Ibrahim in zwei Schlachten. Jussuf Ibrahim zog sich daraufhin in die Marra-Berge zurück und wurde dort getötet. Sein Bruder Abu Kairat rief sich daraufhin zum Sultan von Darfur aus. Mit diesem verbündete sich Ahmed Abu Jummaisa, der sich, im Kampf gegen die fortschreitende „Verweltlichung“ der Mahdisten, zum neuen Mahdi erklärt hatte. Abdullahi entsandte erneut eine Armee unter Osman Adam. Am 22. Februar 1889 kam es bei El Fascher zur Schlacht. Ahmed Abu Jummaisa, der an den Pocken erkrankt im Sterben lag, konnte seine Anhänger nicht mehr inspirieren. Der Aufstand wurde niedergeschlagen.
Der Kalif unterhielt eine Fluss-Flottille aus Dampfschiffen, ein Manufaktursystem zur Waffenherstellung und ein Telegrafensystem in Sudan. Der wirtschaftliche Niedergang infolge des Mahdi-Aufstandes konnte aber nicht gestoppt werden.
Bis zu dessen Flucht 1895 lebte der ehemalige Gouverneur der Provinz Darfur, der österreichische Abenteurer Slatin-Pascha als Sklave an seinem Hof. In dieser Zeit behauptete sich auch der deutsche Forscher Emin Pascha als Gouverneur der südlichsten Provinz Sudans Äquatoria. Zur Rettung Emin Paschas wurden mehrere spektakuläre Expeditionen (unter anderem durch Henry Morton Stanley) gestartet.
Abdullahi lehnte das Bündnis-Angebot des äthiopischen Kaisers Yohannes IV. gegen die Europäer ab und sendete 1887 sogar eine Armee von 60.000 Mann nach Äthiopien. Im Gegenzug griffen die Äthiopier 1889 Sudan an. In der Schlacht von Metemma am 9. März 1889, in der der äthiopische Kaiser fiel, wurden diese aber geschlagen. Trotzdem befürchteten die Briten eine Koalition zwischen Frankreich, Äthiopien und den Mahdisten. Dies war letztendlich auch ein Grund für die Zerschlagung des Mahdireiches durch die Briten.

### Niederlage und Tod
1896 wurde ein britisch-ägyptisches Expeditionskorps unter Horatio Herbert Kitchener zur Rückeroberung des Sudans in Marsch gesetzt. Anfang Dezember 1897 entschloss sich der Kalif zum Angriff auf dessen vorrückende Armee. Streitigkeiten bei der Besetzung des Oberbefehls führten dazu, dass nicht alle Streitkräfte der Mahdisten aufmarschierten, sondern nur Mahmud Ahmads verstärktes Kontingent. Am 8. April kam es zwischen den beiden Armeen zur Schlacht am Atbara. Mahmud Ahmad wurde geschlagen und geriet in Gefangenschaft.
Am 2. September 1898 fand die entscheidende Schlacht von Omdurman statt, in der Abdallahi ibn Muhammad unterlag. Er floh nach Süden, wo das Gebiet von Darfur bis zur Grenze nach Äthiopien unter seiner Kontrolle verblieben war. Im Oktober 1899 entsandte Kitchener 8000 Soldaten unter Francis Reginald Wingate, um Abdallahi ibn Muhammad endgültig zu vernichten. Dieser fand in der Schlacht von Umm Diwaykarat in der Provinz Kurdufan den Tod.